# Жрново
42°56′ пн. ш. 17°07′ сх. д. / 42.94° пн. ш. 17.11° сх. д.
Жрново (хорв. Žrnovo) — населений пункт у Хорватії, у Дубровницько-Неретванській жупанії у складі міста Корчула.

## Населення
Населення за даними перепису 2011 року становило 1 368 осіб.
Динаміка чисельності населення поселення: